# Roue dentée
Les roues dentées sont, avec les axes, les éléments constitutifs des engrenages. Un engrenage en comprend au moins deux ; celle qui a le moins de dents est appelée plus spécifiquement pignon.

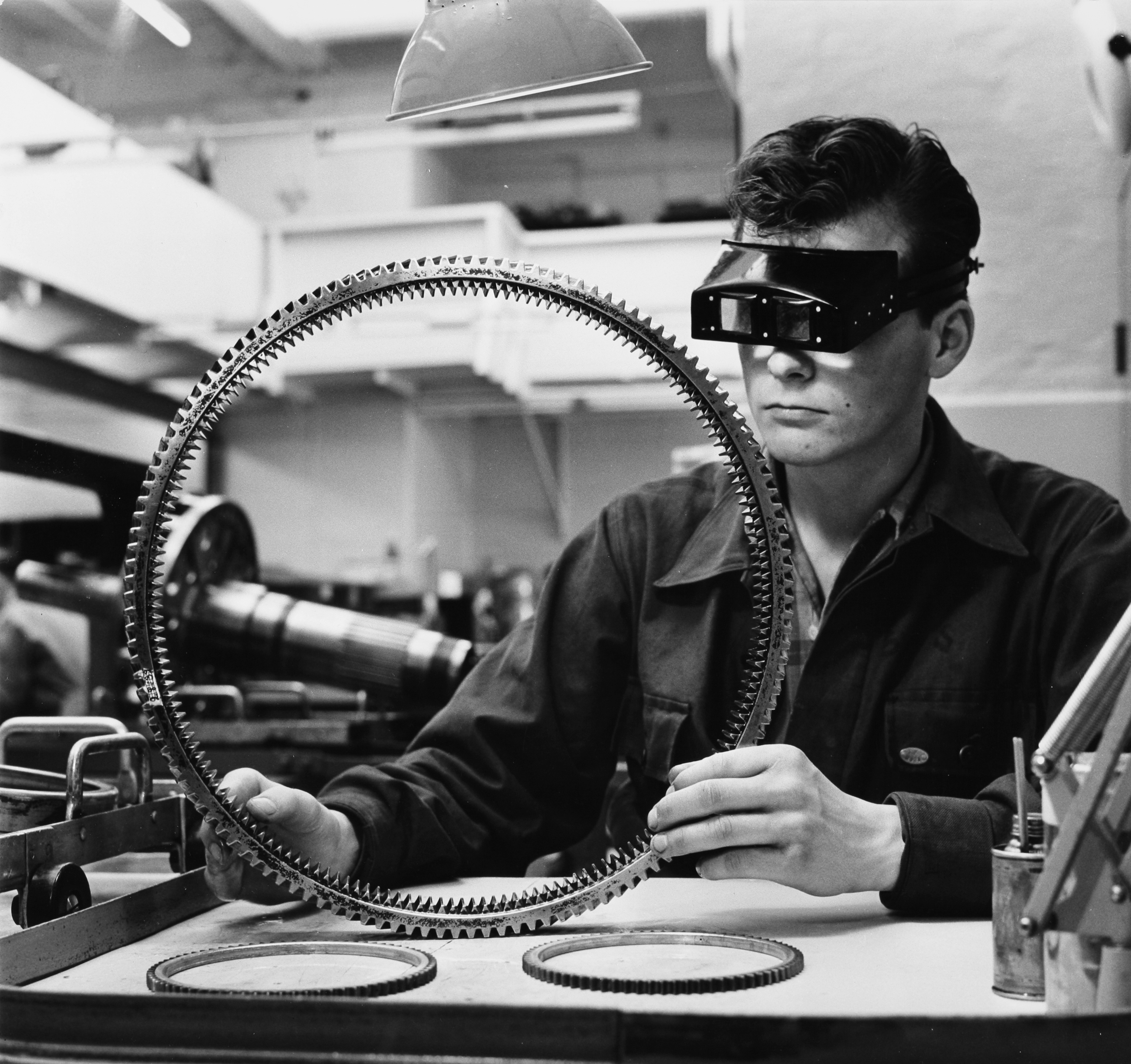
Maintenance à l'aéroport Bromma de Stockholm

La plus grande roue dentée connue en 2022, utilisée dans une mine de cuivre en Chine, a un diamètre de 13,2 m et pèse 73,5 t. La plus petite a un diamètre d'un nanomètre.

## Histoire
Les plus anciennes mentions de roues dentées apparaissent en Chine, sans doute au IVe siècle av. J.-C. Elles sont aussi connues dans la Grèce antique et à Rome, en Al-Andalus puis dans l'Ouest de l'Europe.
Dès l'Antiquité, 4 types de roues dentées sont utilisés pour transmettre un mouvement : des roues dentées parallèles l'une à l'autre, des roues dentées perpendiculaires l'une à l'autre, une roue dentée entraînant une crémaillère, et une roue dentée entraînée par une vis sans fin.

### Roues dentées parallèles
Le premier calcul d'une forme correcte de roues dentées pour la transmission parallèle n'a été effectué qu'en 1675 par Ole Rømer. Précédemment, leur fabrication était empirique, et leur fonctionnement plutôt incertain (notamment à cause des très hautes frictions qu'une mauvaise forme de dent occasionne).
Un seul instrument antique avec des roues dentées de ce type nous est parvenu, la machine d'Anticythère (ca. IIe siècle av. J.-C.). La forme de ses dents en triangle équilatéral n'est pas idéale mais, du fait de sa petite taille, son mécanisme semble fonctionnel.

La plus ancienne mention écrite de roues dentées parallèles est donnée par Héron d'Alexandrie (fl. Ier siècle). La mention apparaît à 2 reprises, l'une pour une machine démultipliant l'effet de treuil par un train d'engrenages ou par la combinaison de plusieurs treuils, et l'autre pour son Barulkos, une machine pour soulever de lourde charge. Selon l'historien Aage Gerhardt Drachmann (en), il ne s'agit que d'exemples théoriques, sans démonstration pratique, et dont aucun autre ingénieur antique n'utilisent : 

« Dans sa Mécanique 2:21, il décrit comment soulever un fardeau de 1 000 talents avec une puissance de 5 talents au moyen de roues dentées. Mais il ne s'agit évidemment que d'un exemple théorique, car il dit que si nous préférons utiliser des cordes et des tambours lisses, nous pouvons utiliser les mêmes dimensions, et nous devons ensuite installer les essieux dans des poteaux solides et placer la machine sur un sol solide. Il n'a même pas pris la peine de monter les roues dentées dans des roulements : ce n'est que de la théorie, pure et simple.

Il en va autrement de son Barulkos. Il part ici d'une structure semblable à un coffre et y place les axes. Il explique que si les pivots tournent sans à-coups dans leurs paliers et que les dents coopèrent sans frottement, la charge de 1 000 talents et la puissance de 5 talents sont en équilibre, et que si l'on ajoute une seule mine, soit un demi-kilogramme, à chaque extrémité, cette extrémité s'abaissera. Mais il ajoute une vis sans fin, ce qui lui donne un rapport d'engrenage d'environ 1:25, qu'il ne calcule pas, et l'ouvrier ou l'esclave devrait alors certainement pouvoir surmonter le frottement des dents. Mais le Barulkos reste une démonstration théorique ; rien ne prouve son utilisation pratique. Ni Vitruve (fl. Ier siècle av. J.-C.) ni Orebasios (fl. IVe siècle av. J.-C.) n'utilisent les roues dentées parallèles à quelque fin que ce soit. »

— A.G. Drachmann, loc. cit.

### Roue dentée entraînant une crémaillère
Vitruve décrit ce type de transmission de mouvement dans une horloge à eau inventée par Ctésibios d'Alexandrie (fl. IIIe siècle av. J.-C.). Selon l'historien Drachmann, il s'agit d'une invention prématurée, aucune horloge ultérieure n'utilise de crémaillères ou de roues dentées. La mention suivante d'utilisation de crémaillère est donnée par Héron d'Alexandrie avec son pantographe, et ses 2 jouets pneumatiques : la lampe à mouche et le bœuf décapité.

### Roue dentée entraînée par une vis sans fin
La vis sans fin semble être inventée par Archimède (fl. IIIe siècle av. J.-C.) et être utilisée dans ses machines de guerre.
Cependant, elle n'est plus mentionnée avant Héron d'Alexandrie. Celui-ci l'utilise dans son odomètre et sa dioptre, la théorise, décrit sa fabrication, mais ne mentionne pas de cas d'usage de grand modèle . Selon l'historien Drachmann, une vis sans fin est utilisée dans le Barulkos d'Héron d'Alexandrie, mais il lui semble plus probable qu'il s'agisse d'une machine théorique que pratique.
Oribase utilise une vis sans fin dans sa description du coffre de Nymphodoros (en) (connu pour son invention d'une machine de réduction des dislocations, fl. avant IIIe siècle av. J.-C.). Selon l'historien Drachmann, la construction de grues à usages pratiques avec vis sans fin n'est pas rentable, parce qu'il faut autant de temps pour parcourir celle-ci dans un sens que dans l'autre. Ce n'est pas un problème dans le cadre d'outils chirurgicaux car son utilisation serait occasionnelle et pour de très courtes tractions.

### Roues dentées perpendiculaires
Les plus anciennes mentions écrites de roues dentées perpendiculaires est donnée par Vitruve, dans sa description de trois machines, un moulin à eau, un odomètre et une clepsydre inventée par Ctésibios d'Alexandrie.
Pour les trois machines, la roue est appelée tympanum,,. Or, au Ier siècle av. J.-C., ce terme signifie « tout objet en forme de cylindre, très aplati », avec des usages très vastes (instrument de musique, élément architectural, élément d'horlogerie, et différents éléments d'ingénierie : roue de levage, roue à eau, roue dentée, roue pleine).
Pour le moulin à eau, une roue à eau est reliée par un arbre horizontal à une roue dentée (perpendiculaire au sol), qui entraîne une seconde roue dentée (parallèle au sol) reliée par un arbre vertical à une meule. La forme des dents est désignée par le terme grec ancien σκυτάλιον / skutálion, « petit bâton, bâton », ou « bâton rond », et le terme latin dentatus, « dentée ».
Pour l'odomètre, une dent sur l'essieu entraîne une roue dentée verticale de 400 dents, dont une dent sur le côté de cette dernière entraîne à son tour une seconde roue horizontale. La forme des dents est désignée sous le nom denticulus. Or les autres mentions de ce terme désigne un motif ornemental rectangulaire des entablements des ordres ionique et corinthien.
Un pignon (plus petite roue d'un engrenage) à lanterne (deux disques espacés reliés au périmètre par des fuseaux ou cylindres) a été découvert à Saalburg, et ferait partie d'un manège de moulin à cheval. Selon l'historien Drachmann, ce pignon fonctionnait « probablement avec une roue à angle droit dont les branches dépassaient non pas de la jante mais de la face, parallèlement à l'essieu, comme on les trouve aujourd'hui dans les roues d'irrigation des pays méditerranéens ».

## Caractéristiques
D'un point de vue du mouvement (cinématique), les deux caractéristiques importantes d'une roue dentée sont le nombre de dents {\displaystyle z} et le rayon {\displaystyle r}. Ces caractéristiques permettent de définir, dans un engrenage, le rapport des vitesses angulaires entre les deux roues dentées formant l'engrenage.

### Rayon de l'engrenage

Schéma d'une roue dentée indiquant les différents diamètres et la largeur d'une dent

Le problème est de savoir où prendre le rayon : en haut, au milieu ou en bas des dents ? Pour une roue dentée, on définit en fait quatre cercles (centrés sur l'axe de la roue). Les trois premiers sont relatifs aux dimensions de la roue elle-même :
- le cercle de pied, qui est le cercle passant par la base des dents ;
- le cercle de tête, qui passe par le sommet des dents ;
- le cercle primitif : ce cercle représente le diamètre de la roue de friction[31]. Dans un engrenage, les cercles primitifs des deux roues dentées ont la même vitesse tangentielle. Le cercle primitif passe à peu près au milieu des dents ;

Enfin, le cercle de base est celui qui sert à générer le profil des dents (les dents sont des développantes de ce cercle).

### Forme et dimensions des dents
Pour qu'un engrenage puisse fonctionner, il faut que les dents des deux roues soient de mêmes dimensions : il faut qu'elles aient le même écartement, pour que les vitesses tangentielles puissent coïncider à un endroit. Lorsque les roues sont en prise, on a donc un point situé sur la droite reliant les deux axes des roues, et qui se situe à égale distance des cercles de pied. Les cercles primitifs sont les cercles tangents en ce point.
On définit une valeur appelée « module » et notée {\displaystyle m} qui caractérise la géométrie de la dent.
Le module dépend du cercle primitif et du nombre de dents. Plus le module est important, plus les dents sont « grosses » et donc plus elles sont résistantes.
{\displaystyle m={\frac {D_{p}}{z}}}, avec {\displaystyle D_{p}} le diamètre du cercle primitif et {\displaystyle z} le nombre de dents.

## Roue dentée normalisée (α = 20°)
Dans le cas de roues dentées normalisées dont l'angle de pression {\displaystyle \alpha } est de 20°, la forme des dents est normalisée (le profil et les proportions entre la hauteur et la largeur). Avec {\displaystyle m} le module, qui caractérise entièrement la géométrie de la dent :
- la largeur de la dent au niveau du cercle primitif est {\displaystyle {\frac {{\pi }*{m}}{2}}} ;
- la hauteur de la dent est {\displaystyle {2,25}*{m}} ;
- si {\displaystyle h} est la hauteur d'une dent, le cercle primitif est à {\displaystyle {0,56}*{h}} du bas de la dent (cercle de pied) et à {\displaystyle {0,44}*{h}} du sommet (cercle de tête).

Le module représente de fait :
- le diamètre du cercle primitif (ou diamètre primitif) divisé par le nombre de dents : {\displaystyle m={\frac {D_{p}}{z}}} ;
- la hauteur des dents divisée par 2,25 : {\displaystyle m={\frac {h}{2,25}}}.

La donnée de {\displaystyle m} et de {\displaystyle z} caractérise la roue dentée normalisée d'un point de vue cinématique.

### Roue à denture droite normale
- diamètre primitif {\displaystyle d=mz}
- pas {\displaystyle p={\pi }\cdot {m}}
- saillie {\displaystyle h_{a}=m}
- creux {\displaystyle h_{f}=1,25*m}
- hauteur de dents {\displaystyle h=h_{a}+h_{f}=2,25*m}
- diamètre de tête {\displaystyle d_{a}=d+2h_{a}=d+2m}
- diamètre de pied {\displaystyle d_{f}=d-2h_{f}=d-2,5m}
- diamètre de base {\displaystyle d_{b}=d\cos \alpha }

### Roue à denture hélicoïdale
Dans le cas d'une denture hélicoïdale, on distingue le module réel du module apparent :
- le module réel {\displaystyle m_{n}} correspond à une coupe droite de la dent, une coupe par un plan perpendiculaire aux arêtes ;
- le module apparent {\displaystyle m_{t}} correspond à une coupe par un plan perpendiculaire à l'axe de la roue.

Si l'on appelle {\displaystyle \beta } l'inclinaison de l'hélice, on a :
{\displaystyle m_{t}={\frac {m_{n}}{\cos {\beta }}}}
On a donc :
- diamètre primitif : {\displaystyle d=m_{t}*z} ;
- diamètre de tête : {\displaystyle d_{a}=d+2m_{n}} ;

## Roue non circulaire

Exemple de roue dentée non circulaire avec un axe décentré

Des roues non circulaires existent aussi. Alors que les roues circulaires visent à optimiser le couple transmis à un autre élément de l'engrenage avec un minimum de bruit et une efficacité mécanique maximale, les roues non circulaires permettent de faire varier des rapports, de provoquer des oscillations ou des effets non linéaires. Les possibilités ne sont limitées que par l'inventivité du concepteur et les contraintes techniques. On les rencontre dans les machines produisant du textile, les potentiomètres, les transmissions à variation continue et aussi certains plateaux utilisés dans le cyclisme.